# 下村昇
下村 昇（しもむら のぼる、1933年3月1日- ）は、日本の国語教育者、児童文学者。
東京出身。東京学芸大学卒。東京都内の小学校教師となり、都の教科能力調査委員、板橋区立　北野小学校(1974年頃←この時俺の担任教師で　漢字辞書は、すでに発刊されていました)　志村小学校教諭をへて、現代子どもと教育研究所所長。多数の子供向け国語本のほか、児童文学も執筆する。

## 編著書
- 『漢字の本 絵でおぼえる 1～6年生』松井紀子絵 偕成社 1977
- 『先生と母親のための漢字教室 絵で見る漢字のなりたち小事典つき』偕成社 1978
- 『続・先生と母親のための漢字教室』偕成社 1981
- 『青のひみつ 漢字のなぞを解く』偕成社 1983
- 『下村式唱えて覚えるひらがなあいうえお』おおともやすおみ, さちこ絵 偕成社 1984
- 『子どもを活かす漢字指導はコレだ!! 驚異の口唱法学習全公開』偕成社 1987
- 『小学漢字学習辞典 下村式』編著 偕成社 1987
- 『下村式唱えて覚えるカタカナアイウエオ図鑑』大久保宏昭絵 偕成社 1988
- 『下村式唱えて覚えるひらがなあいうえお図鑑』大久保宏昭絵 偕成社 1989
- 『幼児は文字を書きたがっている 下村式口唱法によるひらがな・カタカナ指導』偕成社 1989
- 『いつの日かきっと 障害児頼明君を育む親と教育家の記録』編著 偕成社 1991
- 『漢字字泉 下村式 小学漢字学習辞典』編著 偕成社 1991
- 『漢ピュー太君の漢字絵事典』全15巻　編著 岩田くみ子絵 偕成社 1991－92
- 『幼児に文字を教えてはいけないか? 新しい「幼稚園教育要領」の正しい読み方』偕成社 1991
- 『ケベランとぎんなん 森林SOS』井上正治絵 岩崎書店 1993
- 『下村昇のもじえほん』全5巻　冬野いちこ絵 あかね書房 1994-95
- 『たのしくわかる漢字の本』全8巻　編著 山口みねやす絵 小峰書店 1995
- 『これでわが子も字が書ける 口唱法入門』国土社 1995
- 『下村式リズムでおぼえるカタカナアイウエオ』あおきひろえ絵 文溪堂 1998
- 『下村式リズムでおぼえるひらがなあいうえお』あおきひろえ絵 文溪堂 1998
- 『すうじ1・2・3 下村式リズムでおぼえる』あおきひろえ絵 文溪堂 1999
- 『下村式・国語教室』全3巻　論創社 1999
- 『漢字絵とき字典』論創社 2000
- 『三宅島流人小金井小次郎』勉誠出版 2000
- 『心を育てる絵本』勉誠出版 楽しく豊かに 2001
- 『子どもが伸びる100の言葉』自由国民社 2001
- 『作文しよう!投稿しよう!』勉誠出版 楽しく豊かに 2001
- 『発見!漢字の意味力』勉誠出版 楽しく豊かに 2001
- 『正確に知っておきたい日本語』編著 自由国民社 2002
- 『大人のための漢字クイズ』PHP文庫 2003
- 『みんなの漢字教室』PHP新書 2003
- 『文字に強い子どもはことばに強くなる …そして、ことばに強くなればあらゆる学習に強い。』自由国民社 2003
- 『漢字練習ノート となえて書く 小学1～6年生』まついのりこ絵 偕成社 2005－06
- 「下村昇の漢字ワールド」高文研 2006

1、日本の漢字・学校の漢字
2、漢字の成り立ち
3、口唱法とその周辺
4、生きている漢字・死んでいる漢字
5、ひらがな・カタカナの教え方
- 『こわれたとうふ』井上正治絵 リブリオ出版 2008
- 『心配めがねの物語』井上正治絵 リブリオ出版 2008
- 『パステル色の思い出はあの音』画:永井吐無 リブリオ出版 2010

### 共著編・監修
- 『こんなとき子どもにこの本を あなたの子育てに確かなヒントを与える110冊の絵本』現代子供と教育研究所著 下村編 自由国民社 1995
- 『はじめての子育てにこの本を 様ざまな戸惑いに確かなヒントを与える110冊の絵本』岡田真理子共著 自由国民社 1997
- 『この漢字の書き順知っていますか? 間違ったままでは恥ずかしい153字』監修 青春出版社 プレイブックス 2002
- 『ココロをつかむ!「口説き方」上達book くどき上手は仕事上手!』監修 シゴト向上委員会編 総合法令出版 2008